# Högdalsreservoaren

Högdalsreservoaren är ett vattentorn på gränsen mellan Fagersjö och Högdalen i Söderort,  Stockholms kommun. Tornet ritades sommaren 1958 av arkitekt Nils Sterner och färdigställdes 1962 av dåvarande Stockholms Gas- och Vattenverk (idag Stockholm Vatten). Byggnaden är blåmärkt av Stockholms stadsmuseum vilket anger bebyggelse vars kulturhistoriska värde motsvarar fordringarna för byggnadsminnen i kulturmiljölagen.
Över stora delar av Högdalen och Fagersjö syns det kulturhistoriskt värdefulla vattentornet, ritat av arkitekt Nils Sterner 1958. Enligt Stockholms stadsmuseum har byggnaden mycket stora miljöskapande och stadsbildmässiga värden. Genom sitt väl synliga läge blir vattenreservoaren ett viktigt landmärke. Det arkitektoniska värdet är mycket stort. Enligt museet  rör det sig om en medvetet formad och starkt expressiv arkitektur som framhäver funktionen och det använda materialet, formgjuten omålad betong. 
Vattentornet står på cirka 95 meter ö.h. söder om Högdalstoppen. Själva reservoaren är uppdelad på två bassänger på olika höjd (26 meter respektive 31 meter över mark). Den totala volymen är på  10 600 m³. Tornet uppfördes för att förse den framväxande förorten Farsta med dricksvatten av rätt tryck. Vattnet kommer från Norsborgsverket.

## Bilder

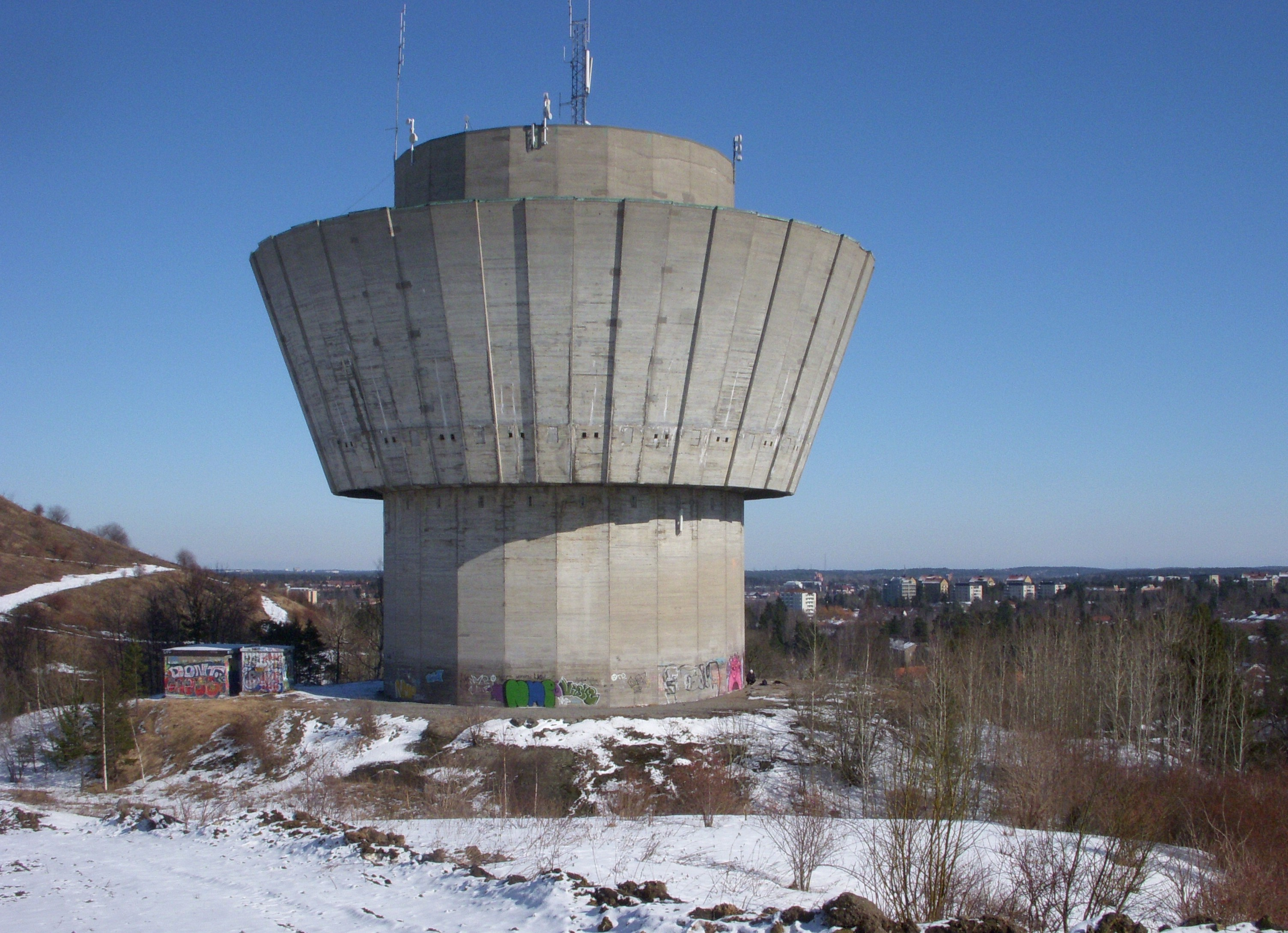
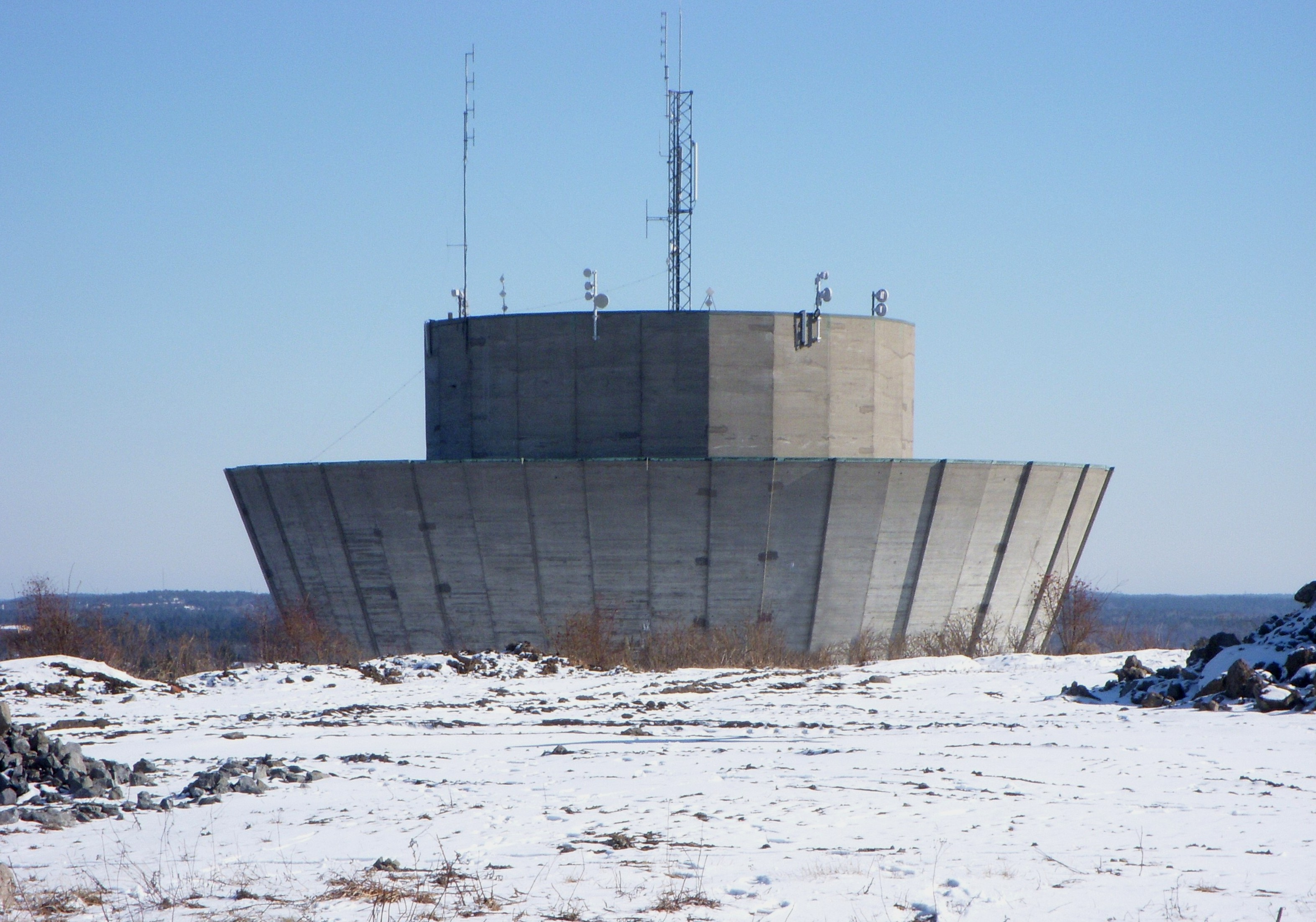
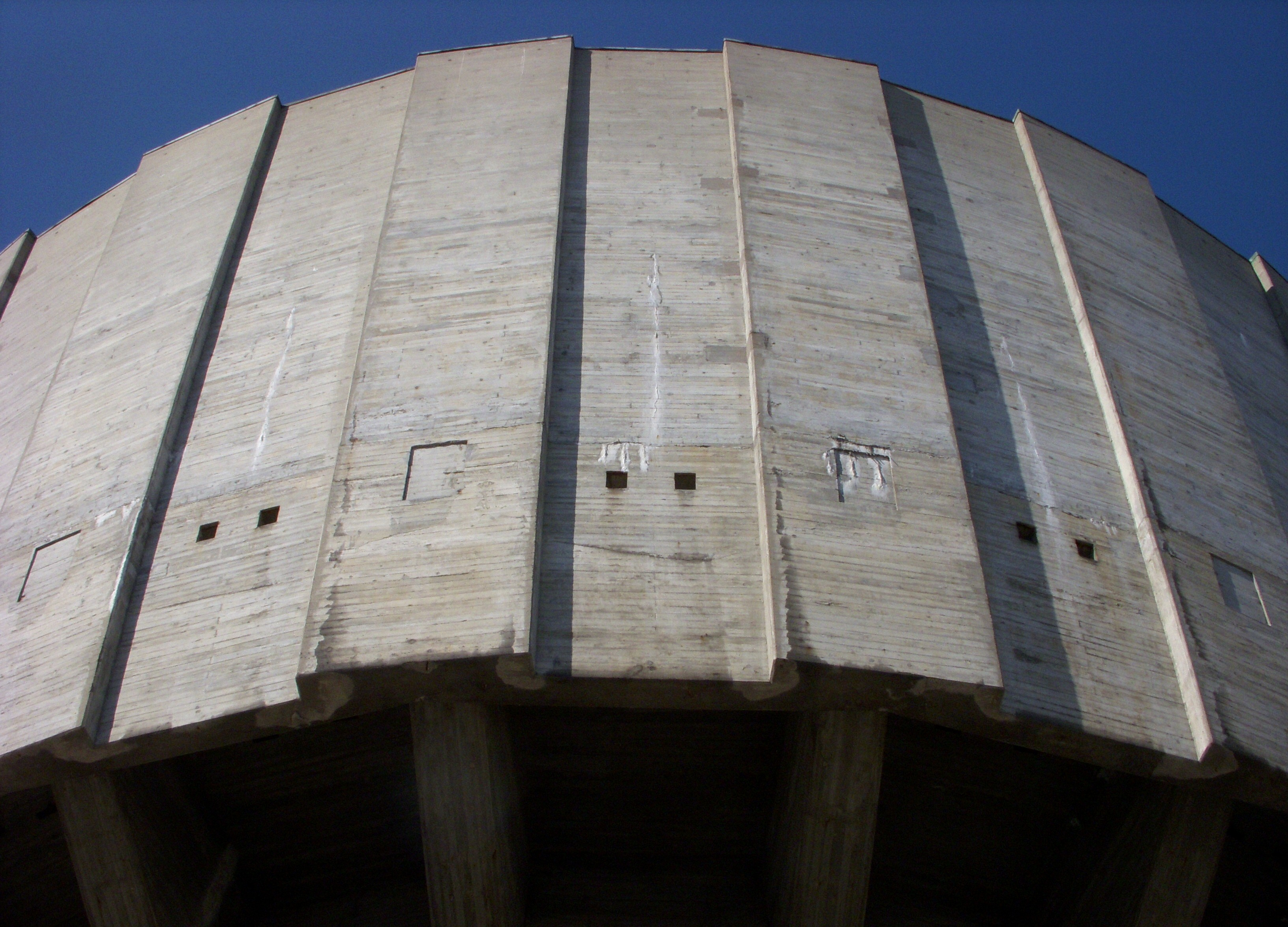
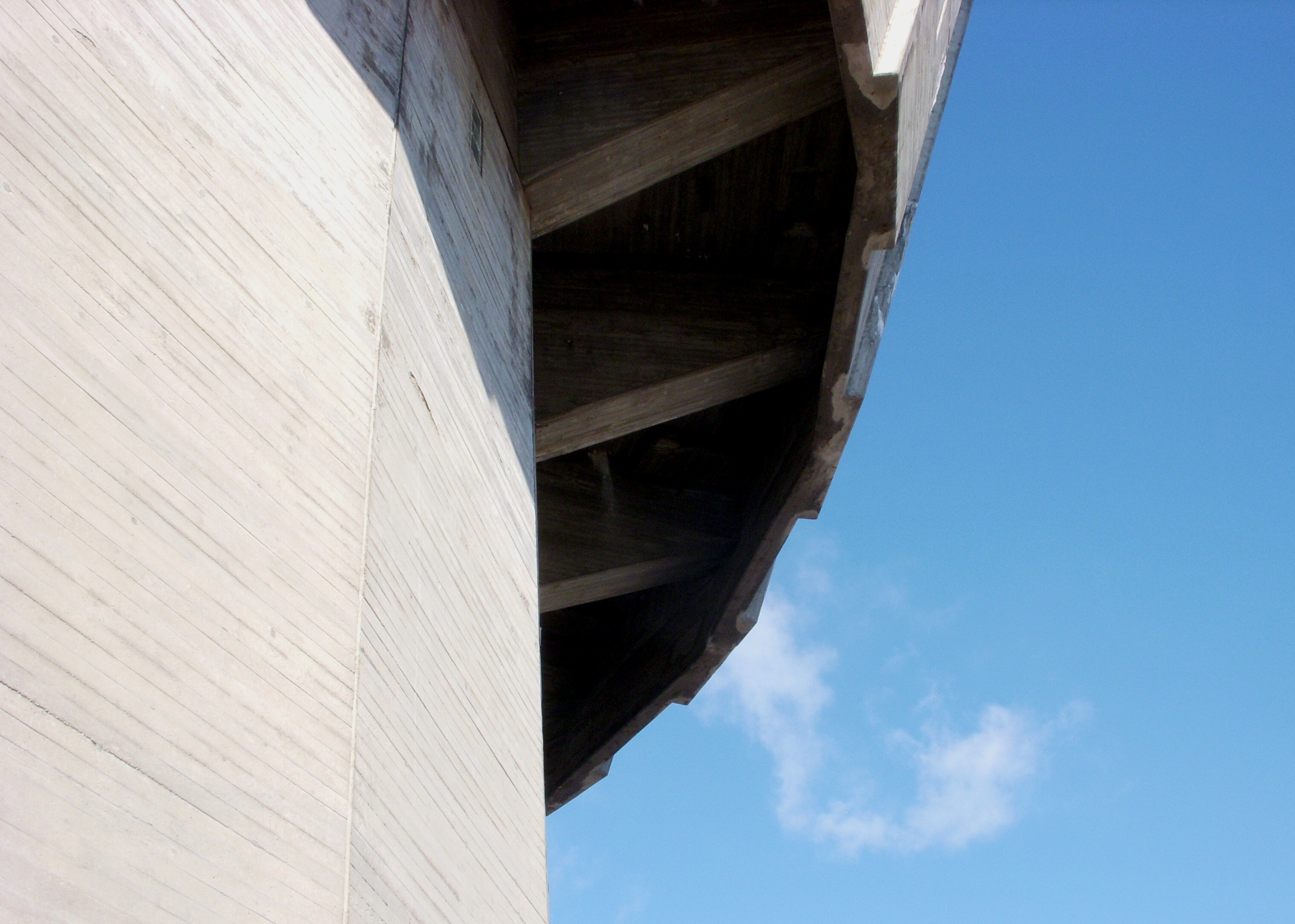